# Sakko i Wancetti
Sakko i Wancetti (ukr. Сакко і Ванцетті) – wieś na Ukrainie, w obwodzie donieckim, w rejonie bachmuckim, w hromadzie Sołedar. W 2001 liczyła 3 mieszkańców.